# Petra Moolhuizen
Petra Moolhuizen (29 april 1964) is een Nederlands voormalig langebaan- en marathonschaatsster.
In 1983 en 1984 behaalde ze de allroundtitel bij NK junioren. Bij de NK allround eindigde ze in 1986 (3e) en 1987 (2e) op het erepodium. Van 1986-1989 nam zij viermaal oprij deel aan de wereldkampioenschap schaatsen allround. Op 19 maart 1986 schaatste zij in Medeo het Nederlands record op de 1000 meter, in een tijd van 1.23,54. Ze won het eindklassement van de KNSB Cup in 1990, 1991 en 1992. In 1992 won ze ook het ONK marathon op natuurijs, verreden in Oostenrijk op de Plansee bij Reutte.

## Resultaten
| jaar | NK allround | WK allround | NK junioren |
| ---- | ----------- | ----------- | ----------- |
| 1983 |             |             | Goud        |
| 1984 |             |             | Goud        |
| 1985 | 6e          |             |             |
| 1986 | Brons       | 13e         |             |
| 1987 | Zilver      | 11e         |             |
| 1988 | 5e          | 05e         |             |
| 1989 |             | 16e         |             |

## Privé
Moolhuizen is getrouwd met marathonschaatser Erik van den Boogert, en heeft twee kinderen. Zij geeft schaatstrainingen bij Gewest Gelderland (KNSB).